# Vienna Open 2001 - Qualificazioni singolare
Le qualificazioni del singolare al Vienna Open 2001 sono state un torneo di tennis preliminare per accedere alla fase finale della manifestazione. I vincitori dell'ultimo turno sono entrati di diritto nel tabellone principale. In caso di ritiro di uno o più giocatori aventi diritto a questi sono subentrati i lucky loser, ossia i giocatori che hanno perso nell'ultimo turno ma che avevano una classifica più alta rispetto agli altri partecipanti che avevano comunque perso nel turno finale.
Le qualificazioni del torneo Vienna Open 2001 prevedevano 16 partecipanti di cui 4 sono entrati nel tabellone principale.

## Teste di serie
1. Assente
2. Andrej Stoljarov (primo turno)
3. Nicolás Massú (ultimo turno)
4. Christophe Rochus (primo turno)

1. Jiří Vaněk (Qualificato)
2. Nikolaj Davydenko (Qualificato)
3. Adrian Voinea (Qualificato)
4. George Bastl (ultimo turno)

## Qualificati
1. Jiří Vaněk
2. Nikolaj Davydenko

1. Adrian Voinea
2. Jürgen Melzer

## Tabellone

### Legenda
| - Q = Qualificato - WC = Wild card - LL = Lucky loser | - ALT = Alternate - SE = Special Exempt - PR = Protected Ranking | - w/o = Walkover - r = Ritirato - d = Squalificato |

### Sezione 1
|  | Primo turno  | Primo turno  | Primo turno | Primo turno | Primo turno |  |  | Ultimo turno | Ultimo turno | Ultimo turno | Ultimo turno | Ultimo turno |  |
|  |              |              |             |             |             |  |  |              |              |              |              |              |  |
|  | Renzo Furlan | Renzo Furlan | 7           | 4           | 6           |  |  |              |              |              |              |              |  |
|  | Leoš Friedl  | Leoš Friedl  | 611         | 6           | 2           |  |  |              | Renzo Furlan | Renzo Furlan | 4            | 2            |  |
|  | 5            | Jiří Vaněk   | Jiří Vaněk  | 6           | 6           |  |  | 5            | Jiří Vaněk   | Jiří Vaněk   | 6            | 6            |  |
|  |              | Ján Krošlák  | Ján Krošlák | 2           | 4           |  |  |              |              |              |              |              |  |

### Sezione 2
|  | Primo turno | Primo turno       | Primo turno       | Primo turno | Primo turno |  |  | Ultimo turno | Ultimo turno      | Ultimo turno      | Ultimo turno | Ultimo turno |  |
|  |             |                   |                   |             |             |  |  |              |                   |                   |              |              |  |
|  |             | Wayne Black       | Wayne Black       | 7           | 6           |  |  |              |                   |                   |              |              |  |
|  | 2           | Andrej Stoljarov  | Andrej Stoljarov  | 62          | 4           |  |  |              | Wayne Black       | Wayne Black       | 1            | 5            |  |
|  | 6           | Nikolaj Davydenko | Nikolaj Davydenko | 6           | 6           |  |  | 6            | Nikolaj Davydenko | Nikolaj Davydenko | 6            | 7            |  |
|  |             | Dudi Sela         | Dudi Sela         | 3           | 1           |  |  |              |                   |                   |              |              |  |

### Sezione 3
|  | Primo turno | Primo turno     | Primo turno     | Primo turno | Primo turno |  |  | Ultimo turno | Ultimo turno  | Ultimo turno  | Ultimo turno | Ultimo turno |  |
|  |             |                 |                 |             |             |  |  |              |               |               |              |              |  |
|  | 3           | Nicolás Massú   | Nicolás Massú   | 6           | 6           |  |  |              |               |               |              |              |  |
|  |             | Markus Kanellos | Markus Kanellos | 1           | 4           |  |  | 3            | Nicolás Massú | Nicolás Massú | 3            | 64           |  |
|  | 7           | Adrian Voinea   | Adrian Voinea   | 7           | 7           |  |  | 7            | Adrian Voinea | Adrian Voinea | 6            | 7            |  |
|  |             | Zbynek Mlynarik | Zbynek Mlynarik | 68          | 6(1)        |  |  |              |               |               |              |              |  |

### Sezione 4
|  | Primo turno | Primo turno       | Primo turno       | Primo turno | Primo turno |  |  | Ultimo turno | Ultimo turno  | Ultimo turno | Ultimo turno | Ultimo turno |  |
|  |             |                   |                   |             |             |  |  |              |               |              |              |              |  |
|  |             | Jürgen Melzer     | Jürgen Melzer     | 6           | 6           |  |  |              |               |              |              |              |  |
|  | 4           | Christophe Rochus | Christophe Rochus | 2           | 3           |  |  |              | Jürgen Melzer | 4            | 6            | 6            |  |
|  | 8           | George Bastl      | George Bastl      | 6           | 6           |  |  | 8            | George Bastl  | 6            | 3            | 4            |  |
|  |             | Alexander Peya    | Alexander Peya    | 1           | 1           |  |  |              |               |              |              |              |  |